# Loxosceles coquimbo
Loxosceles coquimbo là một loài nhện trong họ Sicariidae.
Loài này thuộc chi Loxosceles. Loxosceles coquimbo được miêu tả năm 1967 bởi Gertsch.